# Quatrième circonscription du Rhône
La quatrième circonscription du Rhône est l'une des 14 circonscriptions législatives que compte le département français du Rhône (69), situé en région Auvergne-Rhône-Alpes. Depuis 2015, elle est située entièrement dans la métropole de Lyon.
La circonscription l'une des quatre de la ville de Lyon, couvrant son 6e arrondissement, la partie est de son 3e arrondissement et la partie est de son 8e arrondissement.
Le 7 juillet 2024, Sandrine Runel est élue députée de la quatrième circonscription du Rhône, investie par le Parti socialiste (PS) et soutenue par la coalition du Nouveau Front populaire (NFP).

## Description historique, géographique et démographique
La quatrième circonscription du Rhône est créée en 1958. Elle regroupait alors les cantons de Lyon 7, Lyon 8 et Lyon 11, soit la totalité du 6e arrondissement de Lyon et la partie orientale du 3e arrondissement. La circonscription est modifiée par le découpage électoral de la loi no 86-1197 du 24 novembre 1986, par l'adjonction d'une partie du canton de Lyon 12. Du fait du redécoupage des cantons lyonnais opéré en 2000, la circonscription s'inscrit aujourd'hui dans les limites administratives suivantes : cantons de Lyon-VI, Lyon-VII, Lyon-XI, Lyon XIII et une partie de Lyon-XIV.
Du fait de la présence de la totalité du 6e arrondissement, sociologiquement à droite, la 4e circonscription est longtemps réputée comme un bastion de droite. Jusqu'en 2024, elle ne connaît en effet aucun député de gauche et envoie à l'Assemblée nationale de nombreux membres de gouvernements de droite (Maurice Herzog, Louis Joxe, Raymond Barre et Dominique Perben), ce qui lui vaut le surnom de « circo des ministres ». Les victoires de la macroniste Anne Brugnera en 2017 et 2022, puis de la socialiste Sandrine Runel en 2024, mettent fin à cette domination, dans un contexte marqué par la croissance démographique du 3e arrondissement.
D'après le recensement général de la population en 1999, réalisé par l'Institut national de la statistique et des études économiques (Insee), la population totale de cette circonscription était estimée à 117 386 habitants,. Établies par le même Insee, les données pour les élections législatives de 2012 font apparaître une population estimée à 128 871 habitants.

## Historique des députations
| Législature | Début de mandat | Fin de mandat   | Député            | Parti politique | Observations |
| ----------- | --------------- | --------------- | ----------------- | --------------- | --- |
| Ire         | 9 décembre 1958 | 9 octobre 1962  | Guy Jarrosson     | CNIP            | Mandat écourté à la suite d'une dissolution parlementaire décidée par Charles de Gaulle. |
| IIe         | 6 décembre 1962 | 2 avril 1967    | Maurice Herzog    | UDR             | |
| IIIe        | 3 avril 1967    | 8 mai 1967      | Henri Guillermin  | UDR             | Nommé Ministre de la Justice au sein du Gouvernement de Georges Pompidou, il est remplacé par son suppléant Jean Baridon. Mandat écourté à la suite d'une dissolution parlementaire décidée par Charles de Gaulle.            |
| IIIe        | 8 mai 1967      | 30 mai 1968     | Charles Béraudier | UDR             | Nommé Ministre de la Justice au sein du Gouvernement de Georges Pompidou, il est remplacé par son suppléant Jean Baridon. Mandat écourté à la suite d'une dissolution parlementaire décidée par Charles de Gaulle.            |
| IVe         | 11 juillet 1968 | 1er avril 1973  | Louis Joxe        | UDR             | |
| Ve          | 2 avril 1973    | 4 novembre 1977 | Louis Joxe        | UDR             | Nommé membre du Conseil constitutionnel, il est remplacé par son suppléant Jean Baridon. |
| Ve          | 4 novembre 1977 | 2 avril 1978    | Jean Baridon      | UDR             | Nommé membre du Conseil constitutionnel, il est remplacé par son suppléant Jean Baridon. |
| VIe         | 3 avril 1978    | 4 mai 1978      | Raymond Barre     | UDF             | Nommé Premier Ministre par le Président de la République Valéry Giscard d'Estaing, il est remplacé par son suppléant Jean Baridon. Mandat écourté à la suite d'une dissolution parlementaire décidée par François Mitterrand. |
| VIe         | 4 mai 1978      | 22 mai 1981     | Jean Baridon      | UDF             | Nommé Premier Ministre par le Président de la République Valéry Giscard d'Estaing, il est remplacé par son suppléant Jean Baridon. Mandat écourté à la suite d'une dissolution parlementaire décidée par François Mitterrand. |
| VIIe        | 2 juillet 1981  | 1er avril 1986  | Raymond Barre     | UDF             | |
| VIIIe       | 2 avril 1986    | 14 mai 1988     | Raymond Barre     | UDF             | Proportionnelle par département, pas de député par circonscription. Mandat écourté à la suite d'une dissolution parlementaire décidée par François Mitterrand.                                                                |
| IXe         | 23 juin 1988    | 1er avril 1993  | Raymond Barre     | UDF             | |
| Xe          | 2 avril 1993    | 21 avril 1997   | Raymond Barre     | UDF             | Mandat écourté à la suite d'une dissolution parlementaire décidée par Jacques Chirac. |
| XIe         | 12 juin 1997    | 18 juin 2002    | Raymond Barre     | UDF             | |
| XIIe        | 19 juin 2002    | 19 juin 2007    | Christian Philip  | UMP             | |
| XIIIe       | 20 juin 2007    | 19 juin 2012    | Dominique Perben  | UMP             | |
| XIVe        | 20 juin 2012    | 20 juin 2017    | Dominique Nachury | UMP             | |
| XVe         | 21 juin 2017    | 21 juin 2022    | Anne Brugnera     | LREM            | |
| XVIe        | 22 juin 2022    | 9 juin 2024     | Anne Brugnera     | RE              | Mandat écourté à la suite d'une dissolution parlementaire décidée par Emmanuel Macron. |
| XVIIe       | 8 juillet 2024  | En cours        | Sandrine Runel    | PS              | |

## Historique des élections

### Élections de 1958
| Candidat       | Candidat              | Parti          | Premier tour | Premier tour | Second tour | Second tour |  |
| Candidat       | Candidat              | Parti          | Voix         | %            | Voix        | %           |  |
| -------------- | --------------------- | -------------- | ------------ | ------------ | ----------- | ----------- |  |
|                | Guy Jarrosson élu     | CNIP           | 24 916       | 49,19        | 31 410      | 65,07       |  |
|                | Jean Baridon          | Radsoc         | 8 176        | 16,14        | 9 771       | 20,24       |  |
|                | Marcelle Clerc-Girard | PCF            | 6 918        | 13,66        | 7 088       | 14,68       |  |
|                | René Combe            | SFIO           | 5 723        | 11,3         | Retrait     | Retrait     |  |
|                | Jean-Pierre Meyer     | Extrême droite | 2 911        | 5,75         | Retrait     | Retrait     |  |
|                | Bernard Lesfargues    | Divers         | 2 012        | 3,97         |             |             |  |
|                |                       |                |              |              |             |             |  |
| Inscrits       | Inscrits              | Inscrits       | 73 511       | 100,00       | 73 511      | 100,00      |  |
| Abstentions    | Abstentions           | Abstentions    | 21 909       | 29,8         | 24 380      | 33,17       |  |
| Votants        | Votants               | Votants        | 51 602       | 70,2         | 49 131      | 66,83       |  |
| Blancs et nuls | Blancs et nuls        | Blancs et nuls | 946          | 1,83         | 862         | 1,75        |  |
| Exprimés       | Exprimés              | Exprimés       | 50 656       | 98,17        | 48 269      | 98,25       |  |

Le suppléant de Guy Jarrosson était Jacques Goyard, commerçant détaillant, adjoint au maire du 6ème arrondissement.

### Élections de 1962
| Candidat       | Candidat              | Parti          | Premier tour | Premier tour | Second tour | Second tour |  |
| Candidat       | Candidat              | Parti          | Voix         | %            | Voix        | %           |  |
| -------------- | --------------------- | -------------- | ------------ | ------------ | ----------- | ----------- |  |
|                | Maurice Herzog élu    | UNR-UDT        | 19 726       | 45,71        | 24 600      | 56,61       |  |
|                | Guy Jarrosson sortant | CNIP           | 11 348       | 26,3         | 10 937      | 25,17       |  |
|                | Marcelle Clerc-Girard | PCF            | 6 519        | 15,11        | 7 921       | 18,23       |  |
|                | Albert Ladret         | SFIO           | 5 562        | 12,89        | Retrait     | Retrait     |  |
|                |                       |                |              |              |             |             |  |
| Inscrits       | Inscrits              | Inscrits       | 71 460       | 100,00       | 71 460      | 100,00      |  |
| Abstentions    | Abstentions           | Abstentions    | 27 513       | 38,5         | 26 985      | 37,76       |  |
| Votants        | Votants               | Votants        | 43 947       | 61,5         | 44 475      | 62,24       |  |
| Blancs et nuls | Blancs et nuls        | Blancs et nuls | 792          | 1,8          | 1 017       | 2,29        |  |
| Exprimés       | Exprimés              | Exprimés       | 43 155       | 98,2         | 43 458      | 97,71       |  |

Le suppléant de Maurice Herzog était Pierre-Bernard Cousté, cadre d'entreprise. Pierre-Bernard Cousté remplaça Maurice Herzog, nommé membre du gouvernement, du 12 juillet 1963 au 2 avril 1967.
En 1967, Maurice Herzog se présente dans la Troisième circonscription de Haute-Savoie.

### Élections de 1967
| Candidat       | Candidat          | Parti          | Premier tour | Premier tour | Second tour | Second tour |  |
| Candidat       | Candidat          | Parti          | Voix         | %            | Voix        | %           |  |
| -------------- | ----------------- | -------------- | ------------ | ------------ | ----------- | ----------- |  |
|                | Louis Joxe élu    | UD-Ve          | 18 303       | 37,32        | 24 019      | 50,42       |  |
|                | Florimond Gisclon | SFIO (FGDS)    | 9 475        | 19,32        | 23 620      | 49,58       |  |
|                | Denys Banssillon  | CD (PDM)       | 7 594        | 15,49        | Retrait     | Retrait     |  |
|                | Mireille Commaret | PCF            | 7 534        | 15,36        | Retrait     | Retrait     |  |
|                | Guy Jarrosson     | Modérés        | 6 135        | 12,51        |             |             |  |
|                |                   |                |              |              |             |             |  |
| Inscrits       | Inscrits          | Inscrits       | 66 884       | 100,00       | 66 884      | 100,00      |  |
| Abstentions    | Abstentions       | Abstentions    | 17 008       | 25,43        | 17 592      | 26,3        |  |
| Votants        | Votants           | Votants        | 49 876       | 74,57        | 49 292      | 73,7        |  |
| Blancs et nuls | Blancs et nuls    | Blancs et nuls | 835          | 1,67         | 1 653       | 3,35        |  |
| Exprimés       | Exprimés          | Exprimés       | 49 041       | 98,33        | 47 639      | 96,65       |  |

Le suppléant de Louis Joxe était Jean Baridon, docteur en médecine, adjoint au maire de Lyon, conseiller général du canton de Lyon-XIII. Jean Baridon remplaça Louis Joxe, nommé membre du gouvernement, du 8 mai 1967 au 30 mai 1968.

### Élections de 1968
| Candidat       | Candidat                 | Parti          | Premier tour | Premier tour | Second tour | Second tour |  |
| Candidat       | Candidat                 | Parti          | Voix         | %            | Voix        | %           |  |
| -------------- | ------------------------ | -------------- | ------------ | ------------ | ----------- | ----------- |  |
|                | Louis Joxe sortant réélu | UDR (URP)      | 22 770       | 47,55        | 22 651      | 55,76       |  |
|                | Denys Banssillon         | CD (PDM)       | 11 085       | 23,15        | 17 973      | 44,24       |  |
|                | Mireille Commaret        | PCF            | 5 975        | 12,48        |             |             |  |
|                | Jacques Zighera          | SFIO (FGDS)    | 4 818        | 10,06        |             |             |  |
|                | Pierre Bauby             | PSU            | 2 506        | 5,23         |             |             |  |
|                | Mme Brunie               | TD             | 737          | 1,54         |             |             |  |
|                |                          |                |              |              |             |             |  |
| Inscrits       | Inscrits                 | Inscrits       | 61 643       | 100,00       | 61 643      | 100,00      |  |
| Abstentions    | Abstentions              | Abstentions    | 13 362       | 21,68        | 18 766      | 30,44       |  |
| Votants        | Votants                  | Votants        | 48 281       | 78,32        | 42 877      | 69,56       |  |
| Blancs et nuls | Blancs et nuls           | Blancs et nuls | 390          | 0,81         | 2 253       | 5,25        |  |
| Exprimés       | Exprimés                 | Exprimés       | 47 891       | 99,19        | 40 624      | 94,75       |  |

Le suppléant de Louis Joxe était Jean Baridon.

### Élections de 1973
| Candidat       | Candidat                 | Parti          | Premier tour | Premier tour | Second tour | Second tour |  |
| Candidat       | Candidat                 | Parti          | Voix         | %            | Voix        | %           |  |
| -------------- | ------------------------ | -------------- | ------------ | ------------ | ----------- | ----------- |  |
|                | Louis Joxe sortant réélu | UDR (URP)      | 14 492       | 32,93        | 19 724      | 44,05       |  |
|                | Denys Banssillon         | CD (MR)        | 9 864        | 22,41        | 10 030      | 22,4        |  |
|                | Jacques Roger-Machart    | PS (UGSD)      | 7 149        | 16,24        | 15 020      | 33,55       |  |
|                | Guy Fradin               | CNIP           | 5 014        | 11,39        |             |             |  |
|                | Monique Jacquet          | PCF            | 4 851        | 11,02        |             |             |  |
|                | Louis Costechareire      | PSU            | 1 593        | 3,62         |             |             |  |
|                | Jean-Pierre Farel        | LCR            | 1 045        | 2,37         |             |             |  |
|                |                          |                |              |              |             |             |  |
| Inscrits       | Inscrits                 | Inscrits       | 58 771       | 100,00       | 58 771      | 100,00      |  |
| Abstentions    | Abstentions              | Abstentions    | 14 078       | 23,95        | 13 425      | 22,84       |  |
| Votants        | Votants                  | Votants        | 44 693       | 76,05        | 45 346      | 77,16       |  |
| Blancs et nuls | Blancs et nuls           | Blancs et nuls | 685          | 1,53         | 572         | 1,26        |  |
| Exprimés       | Exprimés                 | Exprimés       | 44 008       | 98,47        | 44 774      | 98,74       |  |

Le suppléant de Louis Joxe était Jean Baridon. Jean Baridon remplaça Louis Joxe, nommé membre du Conseil constitutionnel, du 4 novembre 1977 au 2 avril 1978.

### Élections de 1978
|                | Raymond Barre élu   | app. UDF                  | 25 507 | 55,97  |  |  |  |
|                | André Vianès        | PS                        | 9 158  | 20,09  |  |  |  |
|                | Jean-Paul Magnon    | PCF                       | 4 437  | 9,74   |  |  |  |
|                | Michel Dupupet      | Écologie 78               | 2 504  | 5,49   |  |  |  |
|                | Gustave Prost       | Extrême droite            | 897    | 1,97   |  |  |  |
|                | Yves Barois         | Divers droite (Gaulliste) | 876    | 1,92   |  |  |  |
|                | Michel Nicod        | Divers                    | 499    | 1,09   |  |  |  |
|                | Louis Costechareire | LCR                       | 424    | 0,93   |  |  |  |
|                | Jean-Louis Ginet    | PSD                       | 409    | 0,9    |  |  |  |
|                | Monique Dauphin     | LO                        | 404    | 0,89   |  |  |  |
|                | Esméralda Granger   | Divers                    | 273    | 0,6    |  |  |  |
|                | Michel Psyroukis    | Divers                    | 123    | 0,27   |  |  |  |
|                | Robert Durand       | UOPDP                     | 63     | 0,14   |  |  |  |
|                |                     |                           |        |        |  |  |  |
| Inscrits       | Inscrits            | Inscrits                  | 60 129 | 100,00 |  |  |  |
| Abstentions    | Abstentions         | Abstentions               | 13 970 | 23,23  |  |  |  |
| Votants        | Votants             | Votants                   | 46 159 | 76,77  |  |  |  |
| Blancs et nuls | Blancs et nuls      | Blancs et nuls            | 585    | 1,27   |  |  |  |
| Exprimés       | Exprimés            | Exprimés                  | 45 574 | 98,73  |  |  |  |

Le suppléant de Raymond Barre était Jean Baridon. Jean Baridon remplaça Raymond Barre, nommé Premier Ministre, du 5 mai 1978 au 22 mai 1981.

### Élections de 1981
|                | Raymond Barre élu  | app. UDF       | 22 507 | 61,68  |  |  |  |
|                | Paul Vincent       | PS             | 10 556 | 28,93  |  |  |  |
|                | Jean-Pierre Le Men | PCF            | 2 232  | 6,12   |  |  |  |
|                | Jacques Ducos      | MRG            | 1 186  | 3,25   |  |  |  |
|                | Henri Sinibardy    | PFN            | 6      | 0,02   |  |  |  |
|                |                    |                |        |        |  |  |  |
| Inscrits       | Inscrits           | Inscrits       | 57 479 | 100,00 |  |  |  |
| Abstentions    | Abstentions        | Abstentions    | 20 556 | 35,76  |  |  |  |
| Votants        | Votants            | Votants        | 36 923 | 64,24  |  |  |  |
| Blancs et nuls | Blancs et nuls     | Blancs et nuls | 436    | 1,18   |  |  |  |
| Exprimés       | Exprimés           | Exprimés       | 36 487 | 98,82  |  |  |  |

Le suppléant de Raymond Barre était Jean Baridon.

### Élections de 1988
|                | Raymond Barre sortant réélu | UDF (URC)      | 21 152 | 55,78  |  |  |  |
|                | Martine Roure               | PS             | 9 518  | 25,1   |  |  |  |
|                | Jacqueline Barral           | FN             | 5 193  | 13,69  |  |  |  |
|                | Georges Mazard              | PCF            | 1 895  | 5      |  |  |  |
|                | Ruth Pierre                 | POE            | 164    | 0,43   |  |  |  |
|                |                             |                |        |        |  |  |  |
| Inscrits       | Inscrits                    | Inscrits       | 62 305 | 100,00 |  |  |  |
| Abstentions    | Abstentions                 | Abstentions    | 23 929 | 38,41  |  |  |  |
| Votants        | Votants                     | Votants        | 38 376 | 61,59  |  |  |  |
| Blancs et nuls | Blancs et nuls              | Blancs et nuls | 454    | 1,18   |  |  |  |
| Exprimés       | Exprimés                    | Exprimés       | 37 922 | 98,82  |  |  |  |

Le suppléant de Raymond Barre était Claude-Régis Michel, chirurgien, universitaire.

### Élections de 1993
|                | Raymond Barre sortant réélu | app. UDF       | 20 295 | 50,19  |  |  |  |
|                | René Morel                  | FN             | 6 923  | 17,12  |  |  |  |
|                | Martine Roure               | PS (ADFP)      | 5 615  | 13,89  |  |  |  |
|                | Dominique Lopin             | GÉ (EÉ)        | 3 183  | 7,87   |  |  |  |
|                | Nicole Tisserand            | PCF            | 1 692  | 4,18   |  |  |  |
|                | Bernard Duclieu             | UDI            | 1 201  | 2,97   |  |  |  |
|                | Michèle Maussac             | LT-LNÉ         | 771    | 1,91   |  |  |  |
|                | Georges Mestres             | LO             | 596    | 1,47   |  |  |  |
|                | Marie-Josèphe Chataux       | Divers         | 162    | 0,4    |  |  |  |
|                |                             |                |        |        |  |  |  |
| Inscrits       | Inscrits                    | Inscrits       | 62 242 | 100,00 |  |  |  |
| Abstentions    | Abstentions                 | Abstentions    | 20 184 | 32,43  |  |  |  |
| Votants        | Votants                     | Votants        | 42 058 | 67,57  |  |  |  |
| Blancs et nuls | Blancs et nuls              | Blancs et nuls | 1 620  | 3,85   |  |  |  |
| Exprimés       | Exprimés                    | Exprimés       | 40 438 | 96,15  |  |  |  |

Le suppléant de Raymond Barre était Claude-Régis Michel.

### Élections de 1997
| Candidat       | Candidat                    | Parti          | Premier tour | Premier tour | Second tour | Second tour |  |
| Candidat       | Candidat                    | Parti          | Voix         | %            | Voix        | %           |  |
| -------------- | --------------------------- | -------------- | ------------ | ------------ | ----------- | ----------- |  |
|                | Raymond Barre sortant réélu | app. UDF       | 16 888       | 43,15        | 24 962      | 62,82       |  |
|                | Martine Roure               | PS             | 8 236        | 21,04        | 14 772      | 37,18       |  |
|                | René Morel                  | FN             | 6 213        | 15,87        |             |             |  |
|                | Patrick Louis               | MPF (LDI)      | 1 703        | 4,35         |             |             |  |
|                | Joseph Guétaz               | MDC            | 1 621        | 4,14         |             |             |  |
|                | Georges Mestres             | LO             | 1 080        | 2,76         |             |             |  |
|                | Pierre Gandonnière          | Les Verts      | 936          | 2,39         |             |             |  |
|                | Michel Chomarat             | GÉ             | 863          | 2,2          |             |             |  |
|                | Jacques-Henri Jacot         | CAP            | 733          | 1,87         |             |             |  |
|                | Muriel Salembien            | MÉI            | 558          | 1,43         |             |             |  |
|                | Bernard Doutreleau          | IR             | 260          | 0,66         |             |             |  |
|                | Patrick Della               | PLN            | 48           | 0,12         |             |             |  |
|                |                             |                |              |              |             |             |  |
| Inscrits       | Inscrits                    | Inscrits       | 61 750       | 100,00       | 61 750      | 100,00      |  |
| Abstentions    | Abstentions                 | Abstentions    | 21 406       | 34,67        | 20 130      | 32,6        |  |
| Votants        | Votants                     | Votants        | 40 344       | 65,33        | 41 620      | 67,4        |  |
| Blancs et nuls | Blancs et nuls              | Blancs et nuls | 1 205        | 2,99         | 1 886       | 4,53        |  |
| Exprimés       | Exprimés                    | Exprimés       | 39 139       | 97,01        | 39 734      | 95,47       |  |

Le suppléant de Raymond Barre était Christian Philip, professeur de droit, Premier adjoint au maire de Lyon.

### Élections de 2002
| Candidat       | Candidat                 | Parti            | Premier tour | Premier tour | Second tour | Second tour |  |
| Candidat       | Candidat                 | Parti            | Voix         | %            | Voix        | %           |  |
| -------------- | ------------------------ | ---------------- | ------------ | ------------ | ----------- | ----------- |  |
|                | Christian Philip élu     | UMP              | 16 472       | 37,43        | 24 280      | 64,49       |  |
|                | Pierre Hémon             | Les Verts        | 11 217       | 25,49        | 13 371      | 35,51       |  |
|                | Nicole Chevassus         | Divers droite    | 7 814        | 17,76        |             |             |  |
|                | Claudine Gracien         | FN               | 4 375        | 9,94         |             |             |  |
|                | Lucie-Anne Boutet-Castro | Pôle républicain | 746          | 1,7          |             |             |  |
|                | Nicole Tisserand         | PCF              | 697          | 1,58         |             |             |  |
|                | Armand Creus             | Extrême gauche   | 507          | 1,15         |             |             |  |
|                | Marcel Varello           | LT-LNÉ           | 360          | 0,82         |             |             |  |
|                | Françoise Leclet         | LO               | 306          | 0,7          |             |             |  |
|                | Josette Maury            | MNR              | 284          | 0,65         |             |             |  |
|                | Emmanuel Raskin          | GÉ               | 282          | 0,64         |             |             |  |
|                | Bruno Moschetto          | RPF              | 254          | 0,58         |             |             |  |
|                | Isabelle Morel           | ND               | 199          | 0,45         |             |             |  |
|                | Édith Covacho            | Divers           | 160          | 0,36         |             |             |  |
|                | Charles Walther          | MHAN             | 152          | 0,35         |             |             |  |
|                | Muriel Cairon            | PT               | 89           | 0,2          |             |             |  |
|                | Évelyne Danve            | Divers droite    | 63           | 0,14         |             |             |  |
|                | Claude Minot             | Divers           | 25           | 0,06         |             |             |  |
|                |                          |                  |              |              |             |             |  |
| Inscrits       | Inscrits                 | Inscrits         | 63 750       | 100,00       | 63 752      | 100,00      |  |
| Abstentions    | Abstentions              | Abstentions      | 19 203       | 30,12        | 24 868      | 39,01       |  |
| Votants        | Votants                  | Votants          | 44 547       | 69,88        | 38 884      | 60,99       |  |
| Blancs et nuls | Blancs et nuls           | Blancs et nuls   | 545          | 1,22         | 1 233       | 3,17        |  |
| Exprimés       | Exprimés                 | Exprimés         | 44 002       | 98,78        | 37 651      | 96,83       |  |

La suppléante de Christian Philip était Marie-Chantal Desbazeille, maire du 7ème arrondissement de Lyon.

### Élections de 2007
| Candidat       | Candidat               | Parti          | Premier tour | Premier tour | Second tour | Second tour |  |
| Candidat       | Candidat               | Parti          | Voix         | %            | Voix        | %           |  |
| -------------- | ---------------------- | -------------- | ------------ | ------------ | ----------- | ----------- |  |
|                | Dominique Perben élu   | UMP            | 22 088       | 47,94        | 23 717      | 56,57       |  |
|                | Najat Vallaud-Belkacem | PS             | 11 571       | 25,11        | 18 210      | 43,43       |  |
|                | Anne-Sophie Condemine  | UDF–MoDem      | 6 311        | 13,70        |             |             |  |
|                | Claudine Gracien       | FN             | 1 688        | 3,66         |             |             |  |
|                | Patrick Odiard         | Les Verts      | 1 340        | 2,91         |             |             |  |
|                | Renaud Gaglione        | LCR            | 789          | 1,71         |             |             |  |
|                | Anne Bouzat            | MPF            | 690          | 1,50         |             |             |  |
|                | Sylvie Pierron         | PCF            | 652          | 1,42         |             |             |  |
|                | Anne-Françoise Gay     | Divers         | 275          | 0,60         |             |             |  |
|                | Nathalie Arthaud       | LO             | 266          | 0,58         |             |             |  |
|                | Claudette Venditelli   | LT-LNÉ         | 220          | 0,48         |             |             |  |
|                | Gérard Vollory         | Divers droite  | 111          | 0,24         |             |             |  |
|                | Stéphane Lallement     | AL             | 68           | 0,15         |             |             |  |
|                | Marc Chinal            | Divers         | 5            | 0,01         |             |             |  |
|                | Yvan Bachaud           | Divers         | 1            | 0,00         |             |             |  |
|                |                        |                |              |              |             |             |  |
| Inscrits       | Inscrits               | Inscrits       | 75 061       | 100,00       | 75 058      | 100,00      |  |
| Abstentions    | Abstentions            | Abstentions    | 28 559       | 38,05        | 31 905      | 42,51       |  |
| Votants        | Votants                | Votants        | 46 502       | 61,95        | 43 153      | 57,49       |  |
| Blancs et nuls | Blancs et nuls         | Blancs et nuls | 427          | 0,92         | 1 226       | 2,84        |  |
| Exprimés       | Exprimés               | Exprimés       | 46 075       | 99,08        | 41 927      | 97,16       |  |

### Élections de 2012
Najat Vallaud-Belkacem devait représenter le PS, après avoir remporté le vote des militants socialistes à 78,5 %. Toutefois, au lendemain de sa nomination au poste de ministre des droits des femmes et porte-parole du Gouvernement, elle annonce le retrait de sa candidature ; le Premier ministre Jean-Marc Ayrault ayant annoncé que tout ministre battu aux élections législatives du mois de juin 2012 serait obligé de quitter son poste. C'est donc Anne Brugnera, avec comme suppléant Walter Graci, qui représentera le Parti socialiste dans la circonscription.
Le Front de gauche a désigné pour candidat Pierre-Yves Besseas qui « souhait[e] faire basculer la circonscription enfin à gauche ».
Romain Vaudan, candidat investi par Debout la République, a décidé de retirer sa candidature au profit de Nicole Hugon, candidate du Rassemblement bleu Marine, en appelant « au rassemblement patriote le plus large possible, faisant fi des intérêts personnels ».
Gwendoline Desliens (suppléant Rémi Bouhl) est la candidate investie par le Parti pirate.
| Candidat       | Candidat               | Parti          | Premier tour | Premier tour | Second tour | Second tour |  |
| Candidat       | Candidat               | Parti          | Voix         | %            | Voix        | %           |  |
| -------------- | ---------------------- | -------------- | ------------ | ------------ | ----------- | ----------- |  |
|                | Dominique Nachury élue | UMP            | 17 155       | 37,97        | 22 968      | 53,24       |  |
|                | Anne Brugnera          | PS             | 14 862       | 32,51        | 20 173      | 46,76       |  |
|                | Nicole Hugon           | RBM (FN)       | 4 461        | 9,76         |             |             |  |
|                | Pierre-Yves Besséas    | FG (PCF)       | 2 214        | 4,84         |             |             |  |
|                | Pierre Hémon           | EÉLV           | 2 427        | 5,31         |             |             |  |
|                | Thierry Mouillac       | Divers droite  | 1 360        | 2,98         |             |             |  |
|                | Bertrand Picolet       | CpF (MoDem)    | 1 273        | 2,78         |             |             |  |
|                | Anne-Claire Pech       | PCD            | 830          | 1,82         |             |             |  |
|                | Gwendoline Desliens    | Pirate         | 382          | 0,84         |             |             |  |
|                | Sophie Turcano         | AÉI            | 235          | 0,51         |             |             |  |
|                | Jean-Noël Dudukdjian   | LO             | 155          | 0,34         |             |             |  |
|                | Aurore Ninino          | S&P            | 107          | 0,23         |             |             |  |
|                | Jean Foyard            | AR             | 51           | 0,11         |             |             |  |
|                |                        |                |              |              |             |             |  |
| Inscrits       | Inscrits               | Inscrits       | 79 524       | 100,00       | 79 525      | 100,00      |  |
| Abstentions    | Abstentions            | Abstentions    | 33 496       | 42,12        | 35 565      | 44,72       |  |
| Votants        | Votants                | Votants        | 46 028       | 57,88        | 43 960      | 55,28       |  |
| Blancs et nuls | Blancs et nuls         | Blancs et nuls | 316          | 0,69         | 819         | 1,86        |  |
| Exprimés       | Exprimés               | Exprimés       | 45 712       | 99,31        | 43 141      | 98,14       |  |

### Élections de 2017
Les élections législatives françaises de 2017 ont eu lieu les dimanches 11 et 18 juin 2017.
| Candidat         | Candidat                  | Parti          | Premier tour | Premier tour | Second tour | Second tour |
| Candidat         | Candidat                  | Parti          | Voix         | %            | Voix        | %           |
| ---------------- | ------------------------- | -------------- | ------------ | ------------ | ----------- | ----------- |
|                  | Anne Brugnera             | LREM           | 19 902       | 45,79        | 20 095      | 60,55       |
|                  | Dominique Nachury*        | LR (UDI)       | 9 565        | 22,01        | 13 090      | 39,45       |
|                  | Anne Fontenille           | LFI            | 4 693        | 10,80        |             |             |
|                  | Véronique Dubois-Bertrand | EELV (PS)      | 3 215        | 7,40         |             |             |
|                  | Édith Godecke             | FN             | 2 415        | 5,56         |             |             |
|                  | Cécile Charles            | PCF            | 671          | 1,54         |             |             |
|                  | Julie Bernazeau           | PA             | 603          | 1,39         |             |             |
|                  | Nicolas Romantzoff        | PP             | 522          | 1,20         |             |             |
|                  | Catherine Appriou         | NC (PLD)       | 490          | 1,13         |             |             |
|                  | Anne Jolliot              | PCD            | 450          | 1,04         |             |             |
|                  | Isabelle Foucault         | DLF            | 429          | 0,99         |             |             |
|                  | Luc Berthaud              | UPR            | 289          | 0,66         |             |             |
|                  | Jean-Noël Dudukdjian      | LO             | 219          | 0,50         |             |             |
|                  |                           |                |              |              |             |             |
| Inscrits         | Inscrits                  | Inscrits       | 80 169       | 100,00       | 80 168      | 100,00      |
| Abstentions      | Abstentions               | Abstentions    | 36 275       | 45,25        | 43 896      | 54,76       |
| Votants          | Votants                   | Votants        | 43 894       | 54,75        | 36 272      | 45,24       |
| Blancs et nuls   | Blancs et nuls            | Blancs et nuls | 431          | 0,98         | 3 087       | 8,51        |
| Exprimés         | Exprimés                  | Exprimés       | 43 463       | 99,02        | 33 185      | 91,49       |
| * député sortant |                           |                |              |              |             |             |

### Élections de 2022
| Résultats des élections législatives des 12 et 19 juin 2022 de la 4e circonscription du Rhône |                          |                          |                          |              |              |             |             |
| Candidat                                                                                      | Candidat                 | Parti et coalition       | Nuance                   | Premier tour | Premier tour | Second tour | Second tour |
| Candidat                                                                                      | Candidat                 | Parti et coalition       | Nuance                   | Voix         | %            | Voix        | %           |
|                                                                                               | Anne Brugnera            | LREM (ENS)               | ENS                      | 15 566       | 34,10        | 24 803      | 59,35       |
|                                                                                               | Benjamin Badouard        | EELV (NUPES)             | NUP                      | 14 479       | 31,72        | 16 989      | 40,65       |
|                                                                                               | Pascal Blache            | LR (UDC)                 | LR                       | 7 530        | 16,49        |             |             |
|                                                                                               | Véronique Coulais        | RN                       | RN                       | 3 300        | 7,23         |             |             |
|                                                                                               | Florence Darbon          | REC                      | REC                      | 2 989        | 6,55         |             |             |
|                                                                                               | Nadia Kebir              | EAC                      | ECO                      | 970          | 2,12         |             |             |
|                                                                                               | Coralie Laurent          | LO                       | DXG                      | 367          | 0,80         |             |             |
|                                                                                               | Malik Benramdane         | UDMF                     | DIV                      | 300          | 0,66         |             |             |
|                                                                                               | Juliette Vel             | NF                       | DIV                      | 151          | 0,33         |             |             |
| Votes valides                                                                                 | Votes valides            | Votes valides            | Votes valides            | 45 652       | 98,77        | 41 792      | 95,29       |
| Votes blancs                                                                                  | Votes blancs             | Votes blancs             | Votes blancs             | 402          | 0,87         | 1 489       | 3,39        |
| Votes nuls                                                                                    | Votes nuls               | Votes nuls               | Votes nuls               | 167          | 0,36         | 578         | 1,32        |
| Total                                                                                         | Total                    | Total                    | Total                    | 46 221       | 100          | 43 859      | 100         |
| Abstention                                                                                    | Abstention               | Abstention               | Abstention               | 32 045       | 40,94        | 34 441      | 43,99       |
| Inscrits / participation                                                                      | Inscrits / participation | Inscrits / participation | Inscrits / participation | 78 266       | 59,06        | 78 300      | 56,01       |

### Élections de 2024
| Candidat                 | Candidat                 | Parti et coalition       | Nuances                  | Premier tour | Premier tour | Second tour | Second tour |
| Candidat                 | Candidat                 | Parti et coalition       | Nuances                  | Voix         | %            | Voix        | %           |
| ------------------------ | ------------------------ | ------------------------ | ------------------------ | ------------ | ------------ | ----------- | ----------- |
|                          | Sandrine Runel           | PS (NFP)                 | UG                       | 22 959       | 38,00        | 24 852      | 42,48       |
|                          | Anne Brugnera            | RE (ENS)                 | RE                       | 18 744       | 31,02        | 23 208      | 39,67       |
|                          | Yannick Chaumont         | RN                       | RN                       | 10 818       | 17,91        | 10 449      | 17,86       |
|                          | Romain Billard           | LR                       | LR                       | 6 268        | 10,37        |             |             |
|                          | Armande Torrent          | REC                      | REC                      | 655          | 1,08         |             |             |
|                          | Julien Quévy             | Équinoxe                 | ECO                      | 502          | 0,83         |             |             |
|                          | Coralie Laurent          | LO                       | LO                       | 329          | 0,54         |             |             |
|                          | Juliette Vel             | SE                       | SE                       | 143          | 0,24         |             |             |
|                          | Tristan Jego             | NPA-R                    | EXG                      | 0            | 0,00         |             |             |
|                          |                          |                          |                          |              |              |             |             |
| Votes valides            | Votes valides            | Votes valides            | Votes valides            | 60 418       | 98,91        | 58 509      | 98,36       |
| Votes blancs             | Votes blancs             | Votes blancs             | Votes blancs             | 517          | 0,85         | 764         | 1,28        |
| Votes nuls               | Votes nuls               | Votes nuls               | Votes nuls               | 151          | 0,25         | 213         | 0,36        |
| Total                    | Total                    | Total                    | Total                    | 61 086       | 100          | 58 509      | 100         |
| Abstention               | Abstention               | Abstention               | Abstention               | 17 812       | 22,58        | 19 417      | 24,61       |
| Inscrits / participation | Inscrits / participation | Inscrits / participation | Inscrits / participation | 78 898       | 77,42        | 78 903      | 75,39       |

Le suppléant de Sandrine Runel est Régis Bourgeat (Les Écologistes), responsable associatif à Lyon.